# Hanomag
Hannoversche Maschinenbau AG - Hanomag je bil nemški proizvajalec parnih lokomotiv, traktorjev, tovornjakov, gradbenih strojev, vojaških vozil in avtomobilov. Od leta 1989 je podjetje podružnica od japonskega Komatsu.